# Republica Populară Mongolă
Republica Populară Mongolă a fost un stat comunist din Asia centrală, existent între 1924 și 1990. De-a lungul istoriei sale, statul a rămas cert unul stalinist, ca și un aliat al Uniunii Sovietice. S-a suprapus regiunii cunoscute ca Mongolia Exterioară.

## Apariție
Mongolia Exterioară a fost un avanpost manciurian (1691-1911), un stat autonom sub protectorat rusesc (1912-1919), și, din nou, o provincie a Chinei (1919-1921). Cu estomparea autorității manciuriene în China, și în cadrul conflictului dintre Rusia și Japonia, Rusia a oferit arme și sprijin diplomatic naționaliștilor din rândurile conducătorilor spirituali și aristocraților. Mongolii au acceptat ajutorul rusesc și și-au proclamat independența față de China la 1911, la puțin timp după o revoltă de succes a chinezilor împotriva dinastiei manciuriene. Prin acorduri semnate în 1913 și 1915, guvernul Rusiei a forțat noul Guvern Republican al Chinei să accepte autonomia mongolă sub un control chinezesc reluat, probabil pentru a descuraja alte puteri de la a stabili legături cu un stat mongol independent care ar fi putut căuta să se legitimeze în raport cu cât mai multe surse.
Între 1911 și 1919, Mongolia a fost o marionetă a Rusiei. Totuși, momentul intrării Rusiei în primul război mondial, ca și o serie de tulburări politice locale au dus la o relaxare a controlului rusesc. Revoluția rusă din 1917 și războiul civil produs de aceasta au permis "condotierilor" chinezi (militari deveniți lideri politicieni regionali în momentul prăbușirii autorității centrale) să-și restabilească dominația în Mongolia, și trupe chinezești au pătruns în zonă în anul 1919. Mongolia i-a declarat independența față de China (pentru a doua oară) în 13 martie 1921, după ce soldații baronului Ungern von Sternberg i-au forțat pe chinezi afară din capitala mongolă, orașul Urga. Ca urmare a victoriilor militare sovietice asupra Albilor și forțelor lui Ungern von Sternberg, la începutul anilor '20, ca și a ocupării Urgăi în iulie 1921, Moscova a redevenit principala inflență externă în Mongolia. Republica Populară Mongolă a fost proclamată la 25 noiembrie, 1924, sub controlul unui regim comunist, dominat de către PPRM, Partidul Popular Revoluționar Mongol.

## Consolidarea puterii (1925 - 1938)
Între 1925 și 1928, noul regim s-a stabilizat. Totuși, o destul de importantă luptă a avut loc, în interiorul partidului, între facțiunile pro-sovietică și cea favorabilă independenței. Peljidiyn Genden, un intelectual independent și un comunist moderat, a condus fost președintele apoi primul ministru al Mongoliei din 1932 până în 1936. Genden a frânat punerea în practică a unei economii planificate, a refuzat să permită trupelor sovietice să își constituie baze în Mongolia, și nu a respectat un ordin al lui Stalin de a „lichida” călugării budiști. În 1936 Horloogiin Cioibalsan a ajuns, cu sprijin sovietic, lider al PPRM și șef al guvernului. Genden a fost arestat și executat, iar partizanii săi au fost marginalizați. Cioibalsan e fost un discipol al lui Iosif Stalin și a aplicat o serie din politicile din URSS în Mongolia. PPRM a subminat treptat elementele politice situate mai la dreapta, acaparând controlul guvernării. În această peroadă națiunea a rămas în mare parte atașată de nomadism și puțin alfabetizată. Nu exista industrie. Puținele resurse ale țării erau controlate de aristocrație și ierarhia religioasă consacrată.
Din nefericire pentru regim, PPRM nu beneficia de sprijin popular. Supunerea în fața autorităților tradiționale (de exemplu, conducătorii tribali) era larg răspândită, iar guvernul avea prea puțină coerență și experiență. În eforturile sale în vederea impunerii urgente a reformelor socio-economice, guvernul a aplicat măsuri drastice, atacate de cele două instituții dominante ale țării. Între 1932 și 1945 metodele acestora au provocat revolte anti-comuniste. Către sfârșitul anilor 1930 epurările, direcționate mai ales către mănăstirile lamaiste, au dus la distrugerea, aproape totală, a mănăstirilor - cu excepția a patru - și la uciderea a peste 10.000 de persoane.

## Al Doilea Război Mondial (1939-1945)
În timpul celui de-Al Doilea Război Mondial, din cauza acutizării pericolului japonez la frontiera mongolo-manciuriană, Uniunea Sovietică a redefinit calea socialismului mongol, în favoarea unei politici noi, presupunând evoluție economică treptată și dezvoltarea unei forțe de apărare internă. Armata sovieto-mongolă a înfrânt trupele japoneze care invadaseră Mongolia răsăriteană în vara lui 1939, în bătălia de la Halhin Gol, și s-a semnat un armistițiu care prevedea formarea unei comisii, cu misiunea de a defini frontiera mongolo-manciuriană în toamna aceluiași an.
Târziu în 1945, URSS a folosit Mongolia drept baza pentru Operațiunea Furtună de August, un atac de succes împotriva japonezilor. Inițial, masarea trupelor adusese 1,5 milioane de soldați sovietici în Mongolia, împreună cu o cantitate masivă de echipament militar. Armata mongolă a avut un rol limitat, de susținere, pe parcursul conflictului.

## Politici ale războiului rece (1945 - 1985)
Cioibalsan a murit în Moscova, în 1952. A fost urmat de Yumjaagiyn Tsedenbal, un alt loialist al cauzei pro-sovietice. Ca urmare a denunțării politicii lui Iosif Stalin de către Nikita Hrușciov, guvernul mongol a făcut același lucru, în 1956. Cultul personalității lui Cioibalsan a fost condamnat, alături de multe din politicile sale rigide.
Plasat în siguranță în raport cu Moscova, guvernul mongol s-a deplasat spre dezvoltarea post-belică, cu accent pe întreprinderile cu caracter civil. Legăturile externe s-au extins, și Mongolia a stabilit relații diplomatice cu Coreea de Nord și cu noile regimuri comuniste din Europa de Est. Mongolia și Republica Populară Chineză s-au recunoscut reciproc în anul 1949, iar China a renunțat la orice pretenție teritorială față de Mongolia Exterioară. China a ajuns chiar să furnizeze mână de lucru în construcția unei mari părți din infrastructura post-belică. Totodată, Mongolia și-a sporit participările la conferințele finanțate de mișcările comuniste și în organizațiile internaționale. Mongolia a devenit membru al ONU în 1961.
La începutul anilor 1960, Mongolia s-a străduit să mențină o poziție de neutralitate în din ce în ce mai violenta ruptură sino-sovietică; orientarea s-a schimbat la mijlocul aceluiași deceniu. Mongolia și Uniunea Sovietică au semnat, în 1966, un acord ce introducea o desfășurare largă de forțe terestre sovietice, ca parte din mobilizarea generală de la frontiera sino-sovietică. Relațiile dintre Mongolia și China s-au deteriorat. În 1983, Mongolia a început expulzarea sistematică a unei părți din cei 7 000 de etnici chinezi Han din Mongolia în China. Mulți dintre aceștia locuiseră în Mongolia din anii 1950, când fuseserâ trimiși aici pentru a fi de ajutor în proiectele de construcție.

## Prăbușire (1985 - 1990)
După ce Mihail Gorbaciov a ajuns la putere în URSS, a pus în practică politcile de Perestroika și Glasnost. Atmosfera degajată din Uniunea Sovietică a provocat o relaxare similară în Mongolia. Ca urmare a demonstrațiilor de masă din iarna lui 1990, PPRM a început să slăbească controlul sistemului politic. Politburo-ul PPRM a demisionat în martie, iar în mai a fost amendată constituția, cu ștergerea referinței privind rolul conducător al PPRM-ului, legalizând partidele de opoziție, instituind un corp legislativ ales, și stabilind postul de președinte. La 29 iulie 1990, primele alegeri libere, multiparite din Mongolia au avut loc. Rezultatele confirmau o majoritate pentru PPRM, câștigător cu 85% din voturi. PPRM-ul reformat a pierdut primele alegeri de abia în anul 1996.